# گوماند شاپور (کشته‌شده به دست مانوئل مامیکونیان)
گوماند شاپور یکی از فرماندهان ایرانی شاهنشاه شاپور دوم ساسانی (حک. ۳۰۹–۳۷۹) بود. به گفتهٔ پاوستوس بوزاند گوماند شاپور پس از شکست سورنا، سردار ایرانی، از مانوئل مامیکونیان، فرمانده ارمنی، به دستور شاهنشاه با ۴۸٬۰۰۰ نیرو به ارمنستان فرستاده شد تا آنجا را تصرف کند. او در مرز آذربایجان و ارمنستان با نیروهای مانوئل روبرو شد و به دست او کشته شد. او ممکن است با گوماند شاپور دیگری که در دهه‌های پیشین در دربار ساسانیان فعال بود، یکسان باشد.